# Грем О'Браян
Грем О'Браян (англ. Graham O'Brien) — вигаданий персонаж британського довготривалого науково-фантастичного телесеріалу «Доктор Хто». Створений Крісом Чібноллом, роль виконує актор Бредлі Велш. Вперше він з'являється у епізоді «Жінка, що впала на Землю» одинадцятого сезону поновленого у 2005 році серіалу та стає супутником Тринадцятого Доктора (одного з втілень іншопланетного мандрівника у часі), роль якої виконує Джоді Віттакер. Герой зображується як обиватель, у минулому водій автобуса, проте унаслідок ремісії раку він втратив роботу. Також Грем фігурує в епізодах дванадцятого сезону.

## Появи

### Телебачення
Персонаж дебютував у прем'єрній серії одинадцятого сезону «Жінка, що впала на Землю», яка вийшла восени 2018 року. Грем є колишнім водієм автобуса та одружений з Грейс. Під час поїздки на поїзді у Шеффілд Грема і Грейс атакує дивна іншопланетна істота, поки не втручається Доктор, яка тільки-но регенерувала у тринадцяте втілення. Разом з Раяном Сінклейром (онуком Грейс) і поліцейською Ясмін Кхан вони протистоять Ціму-Ша — воїнові-прибульцеві, що потрапив у Шеффілд. Їм вдається перемогти, але ціною життя Грейс. Після її похоронів, Яс, Раян і Грем допомагають Докторові переміститись до її космічного корабля TARDIS, проте випадково телепортуються з нею. Після цієї пригоди у «Примарному пам'ятнику» вони повертаються додому. У серії «Арахніди у Великій Британії» він погоджується стати супутником Доктора, щоб відволіктися від втрати дружини.
Під час наступних пригод відносини Грема і Раяна, який завжди відхрещувався від нього як дідуся, почали покращуватися. В епізоді «Воно уводить тебе» головні герої потрапляють до іншого виміру, де Грем зустрічає Грейс. Доктор пояснює, що вона створена іншопланетними силами, щоб відвернути його від реального світу. До останнього він вірить, що може повернути Грейс, проте, коли вона стає байдужою до Раяна, якому загрожує небезпека, він відвертається від неї. Після втечі з цього виміру Раян вперше називає Грема «дідом». У серії «Битва на Ранскур Ав Колосі» Грем прагне відомстити Ціму-Ша (який повернувся) за смерть Грейс, хоча Доктор каже, що вона не буде далі подорожувати зі вбивцею. Він зустрічається з Цімом-Ша та, з допомогою Раяна, він замість убивства затримує його і зачиняє у стазис-камері.

### Інші медіа
У вересні 2018 року було анонсовано три романи, події яких розгортаються між епізодами одинадцятого сезону — «Хороший Доктор», «Розплавлене серце» та «Бойові чарівники». Грем з'явився у кожному з них, а також був зображений на обкладинці «Хорошого Доктора».

## Кастинг та виробництво
22 жовтня 2017 року було анонсовано, що Бредлі Велш був обраний на роль нового супутника Доктора в одинадцятому сезоні. Актор був фаворитом на роль з початку кастингу і його перших проб. Велш раніше уже з'являвся у Хтосесвіті, а саме в спін-офі «Доктора Хто» — серіалі «Пригоди Сари Джейн», де зіграв роль клоуна Дивного Боба (двосерійна історія «День клоуна»).
9 грудня 2018 року було підтверджено, що Бредлі Велш повернеться до ролі О'Браяна у дванадцятому сезоні.

## Сприйняття
Критик Пол Джонс з Radio Times написав, що «з решти команди TARDIS Бредлі Велш як Грем виділяється, є справді правдоподібним і привабливим персонажем, здатним показати таку гаму емоцій всього кількома поглядами». Кімберлі Бонд додала, що акторська гра Велша «нагадує всім нам, що він дійсно є належним актором, а не лише ведучим „Погоні“ [британське телешоу]». Хью Фуллертон сказав, що Грем є «несподіваним емоційним джерелом» одинадцятого сезону.